# Kumuch
Kumuch (in russo Кумух?; in lingua lak: Гъумучи, Гъумук) è un villaggio della Russia situato nel Daghestan. Appartiene al rajon Lakskij di cui è il centro amministrativo.
Il villaggio si trova sul fiume Kazikumuchskoe Kojsu, 96 km a sud-ovest della città di Machačkala.